# Paramombasius pubicollis
Paramombasius pubicollis är en skalbaggsart som beskrevs av Fuchs 1966. Paramombasius pubicollis ingår i släktet Paramombasius och familjen långhorningar. Inga underarter finns listade i Catalogue of Life.